# Okręg wyborczy nr 36 do Sejmu Rzeczypospolitej Polskiej (1991–1993)
Okręg wyborczy nr 36 do Sejmu Rzeczypospolitej Polskiej (1991–1993) obejmował  część województwa katowickiego. W ówczesnym kształcie został utworzony w 1991. Wybieranych było w nim 17 posłów w systemie proporcjonalnym.
Siedzibą okręgowej komisji wyborczej były Katowice.

## Wybory parlamentarne 1991
Głosowanie odbyło się 27 października 1991.
| Komitet wyborczy                                      | Komitet wyborczy                                                  | Głosów | %     | Mandaty | Wybrani posłowie                     |
| ----------------------------------------------------- | ----------------------------------------------------------------- | ------ | ----- | ------- | ------------------------------------ |
|                                                       | Unia Demokratyczna                                                | 64 277 | 14,10 | 2       | Irena Lipowicz, Piotr Polmański      |
|                                                       | Kongres Liberalno-Demokratyczny                                   | 64 213 | 14,09 | 2       | Jan Rzymełka, Andrzej Raj            |
|                                                       | Konfederacja Polski Niepodległej                                  | 44 233 | 9,71  | 1       | Adam Słomka                          |
|                                                       | Sojusz Lewicy Demokratycznej                                      | 43 474 | 9,54  | 2       | Barbara Blida, Czesław Śleziak       |
|                                                       | Niezależny Samorządny Związek Zawodowy „Solidarność”              | 38 245 | 8,39  | 2       | Alojzy Pietrzyk, Elżbieta Seferowicz |
|                                                       | Porozumienie Obywatelskie Centrum                                 | 30 974 | 6,80  | 1       | Bolesław Twaróg                      |
|                                                       | Ruch Autonomii Śląska                                             | 20 261 | 4,45  | 1       | Kazimierz Świtoń                     |
|                                                       | Polska Partia Przyjaciół Piwa                                     | 18 954 | 4,16  | 1       | Andrzej Czernecki                    |
|                                                       | Wyborcza Akcja Katolicka                                          | 17 201 | 3,77  | 1       | Grzegorz Kazimierski                 |
|                                                       | Mniejszość Niemiecka                                              | 16 627 | 3,65  | 1       | Erhard Bastek                        |
|                                                       | Unia Polityki Realnej                                             | 12 950 | 2,84  | 1       | Andrzej Sielańczyk                   |
|                                                       | Partia Chrześcijańskich Demokratów                                | 12 263 | 2,69  | 1       | Anna Knysok                          |
|                                                       | Chrześcijańska Demokracja                                         | 11 015 | 2,42  | –       |                                      |
|                                                       | Polskie Stronnictwo Ludowe Sojusz Programowy                      | 7925   | 1,74  | –       |                                      |
|                                                       | Solidarność Pracy                                                 | 7729   | 1,70  | –       |                                      |
|                                                       | Polska Partia Ekologiczna – Zieloni                               | 6484   | 1,42  | –       |                                      |
|                                                       | Mniejszość Niemiecka - Pojednanie i Przyszłość                    | 6108   | 1,34  | –       |                                      |
|                                                       | Koalicja Polskiej Partii Ekologicznej i Polskiej Partii Zielonych | 5850   | 1,28  | –       |                                      |
|                                                       | Stronnictwo Demokratyczne                                         | 5207   | 1,14  | –       |                                      |
|                                                       | Solidarność 80                                                    | 4229   | 0,93  | –       |                                      |
|                                                       | Ruch Demokratyczno-Społeczny                                      | 3240   | 0,71  | –       |                                      |
|                                                       | Polski Związek Zachodni                                           | 2702   | 0,59  | 1       | Janina Kraus                         |
|                                                       | Zdrowa Polska - Sojusz Ekologiczny                                | 2680   | 0,59  | –       |                                      |
|                                                       | Ruch Chrześcijańsko-Społeczny „Przymierze”                        | 2675   | 0,59  | –       |                                      |
|                                                       | Partia Wolności                                                   | 2058   | 0,45  | –       |                                      |
|                                                       | Lista Niezależnych z Ruchu Zawodowego                             | 1609   | 0,35  | –       |                                      |
|                                                       | Stronnictwo Narodowe                                              | 1293   | 0,28  | –       |                                      |
|                                                       | Blok Ludowo-Chrześcijański                                        | 689    | 0,15  | –       |                                      |
|                                                       | Polskie Towarzystwo Charytatywne                                  | 608    | 0,13  | –       |                                      |
| Frekwencja: 40,01% Źródło: Państwowa Komisja Wyborcza |                                                                   |        |       |         |                                      |